# Micrarionta gabbii
Micrarionta gabbii es una especie de molusco gasterópodo de la familia Helminthoglyptidae en el orden de los Stylommatophora.

## Distribución geográfica
Es endémica de Estados Unidos.

## Hábitat
Su hábitat natural son: matorrales de clima [templados].

## Estado de conservación
Se encuentra amenazada de extinción por la pérdida de su hábitat natural.